# Loch Ness
Loch Ness [ˌlɒx ˈnɛs] (schottisch-gälisch: Loch Nis [ˈlɔx ˈnɪʃ]) ist der östlichste und größte der drei langgestreckten Süßwasserseen im Great Glen, welches die schottischen Highlands von der Schottischen See bis zur Nordsee in gerader nordostwärts verlaufender Linie vollständig durchschneidet. Vom oberen Ende mit dem Zufluss River Oich bei Fort Augustus, ungefähr in der Mitte des Great Glen, erstreckt sich Loch Ness über 36 km nordostwärts bis zum Abfluss in den River Ness bei Lochend, elf Kilometer südwestlich der Küste bei Inverness. Gemessen an der Wasseroberfläche von 56,4 km² ist Loch Ness nach Loch Lomond der zweitgrößte See Schottlands. Aufgrund seiner Tiefe hat er das größte Wasservolumen aller schottischen Seen.
Seit Jahrhunderten wird immer wieder von Sichtungen eines Seeungeheuers im See berichtet, das Nessie genannt wird.

## Beschreibung

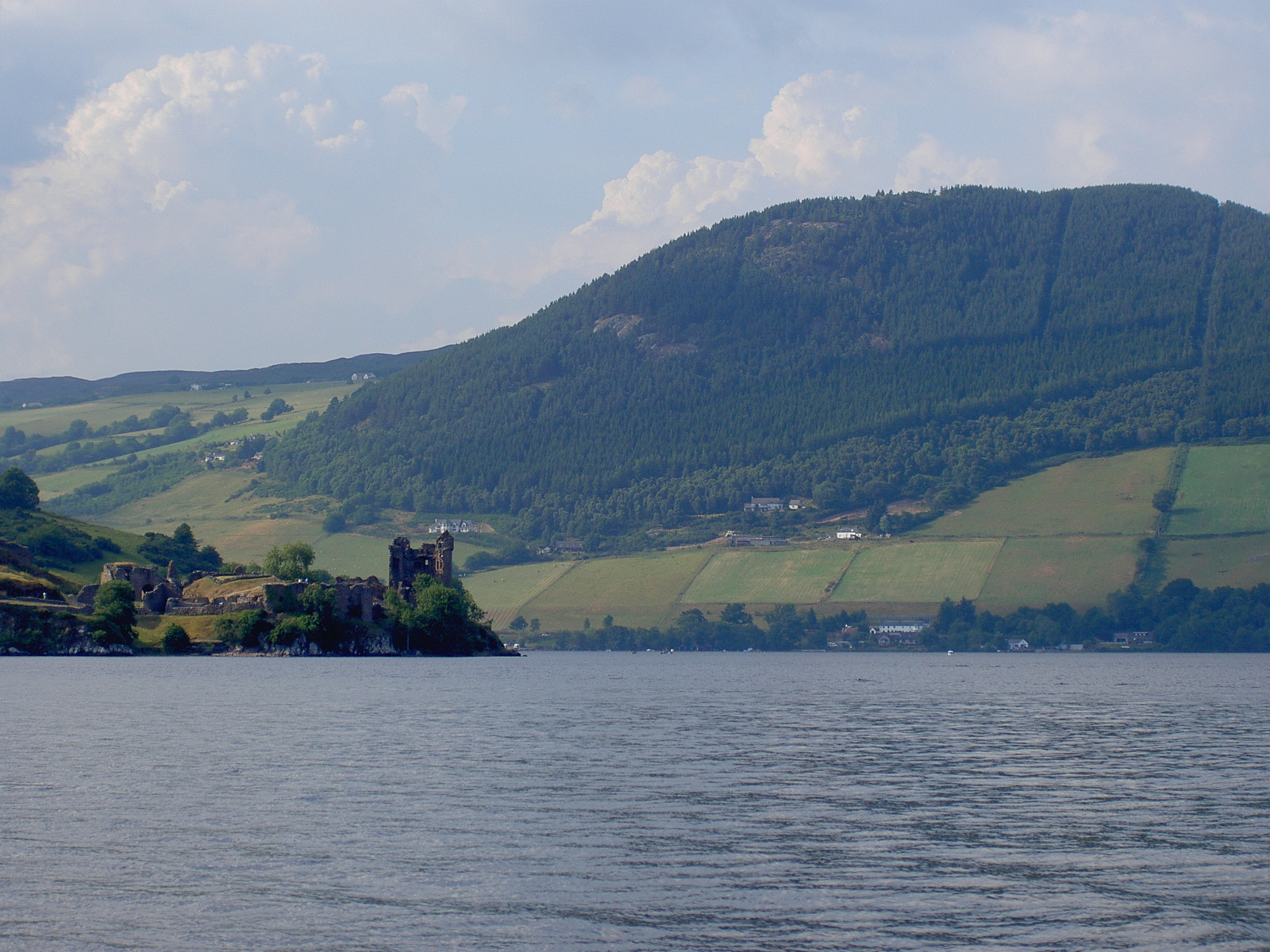
Loch Ness mit Blick auf Urquhart Castle

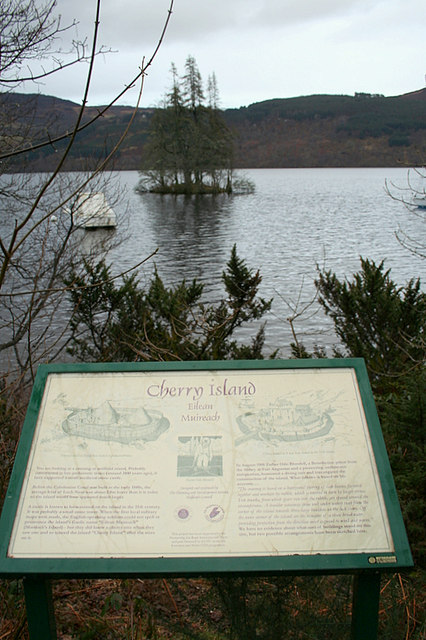
Cherry Island

Das Great Glen ist das Ergebnis von Blattverschiebungen aneinander grenzender tektonischer Platten und späterer eiszeitlicher Gletschererosion des Lockergesteins in der Bruchzone. Loch Ness ist daher etwa 37 km lang, aber im Mittel nur 1,5 km breit. Gegen Ende der Eiszeit vor etwa 12.000 Jahren war Loch Ness vermutlich noch eine Meeresbucht. Als sich das vom Gletschereis befreite Land bei Inverness hob, wurde der Zugang zum Meer abgeschnitten.
Die größte Tiefe des Sees beträgt 230 m. Messungen, die eine Tiefe von 247 m beziehungsweise 325 m ergaben, werden auf Störungen der Sonargeräte zurückgeführt, gelten als unzuverlässig und konnten auch bei neuerlichen Vermessungen nicht bestätigt werden. Nach Loch Morar (310 m) ist Loch Ness damit der zweittiefste See der britischen Inseln, besitzt aber mit 132 m die größte mittlere Tiefe. Im Unterschied zu anderen schottischen Lochs ist der größte Teil des Sees sehr tief. Tatsächlich entfällt auf knapp die Hälfte (47,7 %) der Seefläche eine Wassertiefe von mehr als 152 m. Nur unter 13,6 % der Seefläche ist das Wasser flacher als 30 m, während diese Bereiche relativ geringer Tiefe bei Loch Lomond 68 % und bei Loch Morar 42 % der Wasseroberfläche ausmachen.
Ablagerungen des Flusses Foyers teilen Loch Ness etwa in der Mitte in zwei tiefe Becken. Jedes Jahr wachsen die Ablagerungen auf dem Grund durchschnittlich um etwa einen Millimeter an. Bathymetrisch signifikant sind noch die steil abfallenden Wände des Sees. An einigen Abschnitten erreicht der See weniger als 15 m vom Ufer entfernt eine Tiefe von 53 m, was einem im Winkel von 75° abfallenden Hang entspricht.
Loch Ness ist seit 1822 in den Kaledonischen Kanal (Caledonian Canal) integriert. Dieser wurde als Verbindungsweg zwischen der Atlantikküste und der Nordseeküste gebaut, um kürzere Transportzeiten für Industriegüter zu erreichen und die Unwetter auf der See im Norden von Schottland zu umgehen. Für den Bau des Kanals wurde der Wasserstand im See um etwa drei Meter künstlich angehoben, wodurch sich auch Länge und Breite des Sees vergrößerten.
Außer einer kleinen Insel im Delta des Flusses Foyers existieren keine weiteren natürlichen Inseln in Loch Ness. Im Südwesten des Sees befindet sich Cherry Island, eine etwa 4000 Jahre alte künstliche Insel (ein so genanntes Crannóg) aus der Bronzezeit. Von Cherry Island ist heute aufgrund des künstlich erhöhten Wasserstandes nur noch ein Bruchteil ihres ursprünglichen Umfangs sichtbar. Ein weiteres ehemaliges Crannóg – Dog Island – wurde durch die Anhebung des Wasserstandes vollständig überflutet.

## Flora und Fauna von Loch Ness
Loch Ness ist eines der fischreichsten Gewässer Großbritanniens. Im See leben unter anderem Lachse, Aale, Elritzen, Forellen, Hechte und Stichlinge. Wie Loch Oich und Loch Lochy dient Loch Ness aus dem Meer eingewanderten Atlantischen Lachsen im Herbst als Laichgrund. 1982 wurden in Loch Ness in etwa 220 Meter Tiefe drei Exemplare dieser Art gefangen – was einen Tiefenrekord in britischen Süßwasserseen darstellt. Im Jahr 2000 gelang der Rekordfang einer 7,5 Kilogramm schweren Forelle.
In den Wäldern um Loch Ness wachsen Eichen, Eschen, Ebereschen, Haselnuss und Kiefern. Die meisten Eichen wurden allerdings im frühen 19. Jahrhundert für den Bau des Kaledonischen Kanals gefällt.

## Sportereignisse

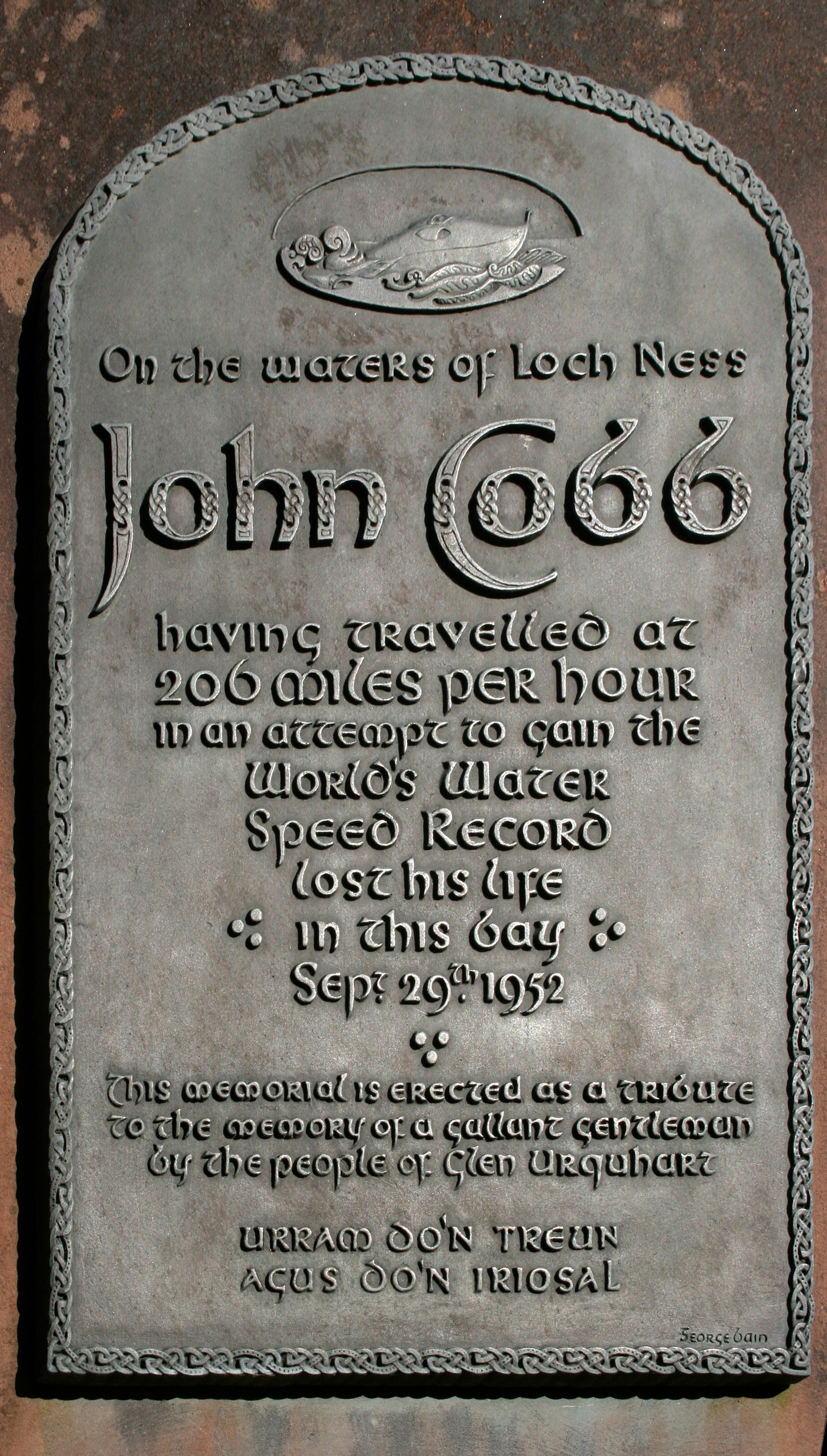
Gedenktafel an den Unfall von John Cobb

Obwohl Loch Ness auch in der warmen Jahreszeit sehr kalt ist, haben einige Schwimmer den See der Länge nach (circa 37 km) durchquert. Rekordhalter ist David Morgan: Er schaffte die einfache Strecke in 10 Stunden und 59 Minuten und die doppelte in 23 Stunden und 50 Minuten. Tödlich endete am 29. September 1952 der Versuch von John Cobb, in Loch Ness mit einem Motorboot den damaligen Geschwindigkeitsweltrekord auf dem Wasser zu brechen. Cobbs Speedboat Crusader hob bei einer Geschwindigkeit von mehr als 320 km/h von der Wasseroberfläche ab und zerbrach beim Wiederaufprall.
Seit 2002 findet jedes Jahr im Herbst der Loch Ness Marathon statt. Er startet bei Whitebridge und führt auf einer schmalen Straße am südöstlichen Ufer entlang. Nach Dores verlässt die Strecke den See Richtung Inverness. Die letzten Kilometer führen erst am südöstlichen Ufer des Ness entlang, dann über eine Steinbrücke in Inverness auf der anderen Seite wieder zurück bis zum Bught Park. 2011 haben etwa 2500 Aktive an diesem Marathon teilgenommen.

## Das Ungeheuer von Loch Ness
Seit Jahrhunderten wird immer wieder von Sichtungen eines Seeungeheuers in Loch Ness berichtet, das Nessie genannt wird. Aufgrund dieser Berichte ist Loch Ness ein beliebtes Ziel für Touristen und der wohl bekannteste aller schottischen Seen. Als Zentrum des Nessie-Tourismus gilt das Dorf Drumnadrochit.

## Sonstiges
Ungefähr 1700 Meter nordöstlich der Mündung des Foyers in Loch Ness liegt oberhalb des Sees das Anwesen Boleskine House. Das Gebäude wurde von 1899 bis 1913 vom Okkultisten Aleister Crowley bewohnt. Von Anfang der 1970er Jahre bis 1991 gehörte es dem Rockmusiker Jimmy Page von der Band Led Zeppelin und wurde auch für einige Szenen im Musikfilm The Song Remains the Same verwendet.
Am 31. Dezember 1940 stürzte ein zweimotoriger Bomber der Royal Air Force vom Typ Vickers Wellington in den See, wobei ein Besatzungsmitglied ums Leben kam. Das Wrack der Maschine wurde 1985 aus dem See geborgen, anschließend restauriert und ist heute im Brooklands Museum im südenglischen Brooklands ausgestellt.
Die Firma Kongsberg Maritime führte ab April 2016 eine Vermessung des Seegrunds mit Sonar durch und fand am Grund die vermutete Nessie-Attrappe vom Dreh des Films Das Privatleben des Sherlock Holmes aus dem Jahre 1970.